# Hechizados
Spellbound, o también conocida como Hechizados en Hispanoamérica y España, es una película de fantasía musical animada por computadora dirigida por Vicky Jenson a partir de un guion de Linda Woolverton, Lauren Hynek y Elizabeth Martin con música compuesta por Alan Menken, quien escribió las canciones con su colaborador Glenn Slater. El proyecto, titulado Split, se anunció en julio de 2017, cuando la película se desarrollaba en Ilion Studios una modesta empresa en Madrid, España. No fue hasta abril de 2020 cuando el proyecto, con la compra del estudio que paso Skydance Animation. Posteriormente, la película sufrió cambios, como las fechas de estreno, y Jenson fue anunciado más tarde como director. El título de la película cambió a Spellbound. La película fue adquirida por Apple TV+ en diciembre de 2020, antes de que Netflix se hiciera con los derechos en octubre de 2023. Gran parte del elenco de voces principales firmó en junio de 2022, luego del casting de Zegler en abril de 2022. La producción se realizó de forma remota durante la pandemia de COVID-19.
Spellbound se estrenó en 2024 en Netflix.

## Sinopsis
La historia se desarrolla en un mundo mágico conocido como Lumbria, donde una joven, Ellian, debe romper el hechizo que ha dividido su reino en dos por un hechizo negro en las maldades desconocidas.

## Reparto de voz
- Rachel Zegler como la princesa Ellian
- Nicole Kidman como la Reina Ellsmere
- Jordan Fisher como Callan
- Javier Bardem como el Rey Solón
- John Lithgow como el ministro Bolinar
- Jenifer Lewis como la ministra Nazara Prone
- Nathan Lane como El Oráculo del Sol
- André De Shields como El Oráculo de la Luna

Además, Tituss Burgess ha sido elegido para un papel no revelado.

## Producción

### Desarrollo
En marzo de 2017, Skydance Media formó una asociación de varios años con el estudio de animación Ilion Animation Studios, con sede en Madrid, formando una división de animación llamada Skydance Animation. En julio, anunció Split y el director ejecutivo de Skydance Media, David Ellison, reveló que Linda Woolverton estaría escribiendo el guion la película. La película sería distribuida por Paramount Pictures como parte de su acuerdo con Skydance Media y se le dio una fecha de lanzamiento para algún momento de 2019. Tras la contratación de John Lasseter como CCO de Skydance Animation, la entonces jefa de Paramount Animation, Mireille Soria, anunció que Paramount Animation terminaría. su trabajo informal con Skydance.
En abril de 2020, el compositor Alan Menken anunció que estaba trabajando junto a John Lasseter en un proyecto para el estudio, que pasó a llamarse The Unbreakable Spell antes de convertirse en Spellbound. La película será dirigida por Vicky Jenson, a partir de un guion de Lauren Hyne, Elizabeth Martin y Woolverton, con canciones de Menken junto con el colaborador Glenn Slater. En julio de 2020, se anunció que Paramount Pictures seguiría lanzando Spellbound sin Paramount Animation hasta que Apple TV+ adquiriera los derechos de distribución en diciembre de 2020 como parte de un acuerdo más amplio con Skydance Animation. Apple Original Films reemplazaría a Paramount como una empresa productora. Sin embargo, en octubre de 2023, Skydance Animation finalizó su acuerdo con Apple y luego firmó un contrato de varios años con Netflix, que se haría cargo de la distribución de las futuras películas del estudio en producción, incluida Spellbound.

### Casting
En abril de 2022, Rachel Zegler fue elegida como el personaje principal. En junio, se incorporaron al reparto Nicole Kidman, Javier Bardem, John Lithgow, Nathan Lane, Jenifer Lewis, André De Shields y Jordan Fisher. En junio de 2023, Tituss Burgess se unió al elenco.

### Animación
La animación estuvo a cargo de Skydance Animation Madrid y partes de la producción se realizaron de forma remota durante la pandemia de COVID-19.

## Estreno
En marzo de 2017, se informó que el lanzamiento original estaba previsto para 2019. El 20 de julio de 2020, Paramount Pictures fechó la película para el 11 de noviembre de 2022. El 16 de diciembre de 2020, Apple TV + inició conversaciones para hacerse cargo de la distribución de la película, manteniendo su fecha del 11 de noviembre. En junio de 2023, se confirmó el estreno de la película para el 2024. En octubre de 2023, Netflix asumió los derechos de distribución de la película de Apple, como parte de un nuevo acuerdo de varios años con Skydance Animation, manteniendo su estreno en 2024.
Jenson y el jefe de historia Brian Pimental mostraron una presentación del trabajo en progreso de la película en el Festival Internacional de Cine de Animación de Annecy 2023 en junio.

### Promoción
En marzo de 2022, se informó que Skydance Animation llegó a un acuerdo de varios años con Spin Master Entertainment para fabricar juguetes basados en la película.